# Platycnemis malgassica
Platycnemis malgassica är en trollsländeart som beskrevs av Schmidt 1951. Platycnemis malgassica ingår i släktet Platycnemis och familjen flodflicksländor. Inga underarter finns listade i Catalogue of Life.